# Oskar Siebeck
Oskar Siebeck (* 29. Juli 1880 in Tübingen; † 24. Februar 1936 in Berlin) war ein deutscher Verleger.

## Leben
Siebecks Vater war der Verleger Paul Siebeck (1855–1920), seit 1878 Inhaber des Mohr Siebeck Verlags. Oskar Siebeck studierte Nationalökonomie in Freiburg i.Br., Tübingen und Leipzig. 1898 leistete er seinen Militärdienst als Einjährig-Freiwilliger ab. 1899 wurde er Mitglied der Tübinger Studentenverbindung Akademische Gesellschaft Stuttgardia. 1904 wurde er promoviert, anschließend trat er 1906 in den Verlag des Vaters ein. 1913 gründete er eine Zweigstelle des Verlags in Berlin, die aber bei Kriegsausbruch 1914 wieder geschlossen und nach dem Krieg nur noch kurzzeitig wieder geöffnet wurde.
1910 heiratete Siebeck Marie Pauline Josephine, geb. Gräff (1884–1964). Aus dieser Ehe gingen drei Söhne hervor, u. a. der Verleger Hans Georg Siebeck (1911–1990).
Im Ersten Weltkrieg war Oskar Siebeck als Hauptmann im Infanterie-Regiment 125 eingesetzt und wurde schwer verwundet. Anschließend war er im Generalstab und im Kriegspresseamt tätig. 1918 wurde er Nachrichtenoffizier beim Armee-Oberkommando.
Ab 1920, nach dem Krieg und nach dem Tod des Vaters, führten Oskar und sein Bruder Werner den Verlag weiter. Thematische Schwerpunkte wurden nun Theologie, Philosophie, Nationalökonomie und Jura. Siebeck engagierte sich auch in verschiedenen Berufsverbänden des Buchhandels.
In der Zeit des Nationalsozialismus engten sich die Spielräume des Verlags immer mehr ein. Zahlreiche Autoren durften nicht mehr publizieren; viele mussten auch emigrieren. Siebeck selbst schmuggelte ein Buch in die Schweiz und verhandelte aussichtslos mit der Reichsschrifttumskammer, die für die Zensur zuständig war. Im Februar 1936 nahm er sich das Leben.

## Veröffentlichungen
- Das Arbeitssystem der Grundherrschaft des deutschen Mittelalters. Seine Entstehung und seine sociale Bedeutung. Laupp, Tübingen 1904 (Diss. Leipzig 1904).
  - auch unter dem Titel: Der Frondienst als Arbeitssystem. Seine Entstehung und seine Ausbreitung im Mittelalter. Laupp, Tübingen 1904 (Zeitschrift für die gesamte Staatswissenschaft, Ergänzungsheft 13) (Digitalisat).
- Zukunftssorgen der deutschen Theologie. In: Christliche Welt, Bd. 34 (1920), Sp. 293–95.
- Die Büchernot der Studenten. In: Frankfurter Zeitung, Nr. 65, vom 18. Juni 1921.
- Die wissenschaftlichen Autoren und der Verlagsbuchhandel in der heutigen Wirtschaft. In: Deutsche Verlegerzeitung, Bd. 22 (1922).
- Die Not der geistigen Arbeiter: Referat. In: Lujo Brentano (Hrsg.): Die Zukunft der Sozialpolitik: Jubiläumstagung des Vereins für Socialpolitik in Eisenach 20. und 21. Sept. 1922. Duncker & Humblot, München 1923 (Schriften des Vereins für Socialpolitik; 163), S. 185–194.
- (Hrsg. mit Werner Siebeck): Das Jubilaeumsjahr: 1801–1816.  J. C. B. Mohr (Paul Siebeck) H. Lauppsche Buchhandlung Tübingen, Tübingen 1926.
- Die Aussichten des wissenschaftlichen Verlags in Deutschland. In: Börsenbl. 100, 1933, Beilage, S. 21–33.
- Die Aufgabe des wissenschaftlichen Verlags im Deutschland des 20. Jahrhunderts. Verlag der H. Laupp’schen Buchhandlung, Tübingen 1934.